# Södermanlands runinskrifter 291
Södermanlands runinskrifter 291 är en runsten av sandsten vid Grödinge kyrka i Grödinge socken, Botkyrka kommun. Stenen är 1,35 meter hög och 0,86–0,89 meter bred. Höjden på runskriften är 6–7 centimeter. Ursprunget är oklart, men den kom till sin nuvarande plats 1884, efter att tidigare ha använts som trappsteg i vapenhuset.
I kyrkans vapenhus återfinns även runstensfragmentet Sö 293.

## Inskrift
Inskriften lyder i translitterering:
-a(r)-lfr/(þ)(o)(r)-lfr auk * ulfr : auk : sikstin : auk ...ar : þair : ristu : sain : þinsa : iftir : ualt faþur sin
Normaliserat till fornnordiska:
[F]ar[u]lfR(?)/Þor[u]lfR(?) ok UlfR ok Sigstæinn ok [Gunn]arr(?) þæiR ræistu stæin þennsa æftiR Roald(?), faður sinn.
Översatt till nusvenska:
"Farulv (eller Torulv?) och Ulv och Sigsten och Gunnar(?), de reste denna sten efter Roald(?), sin fader."

## Källor

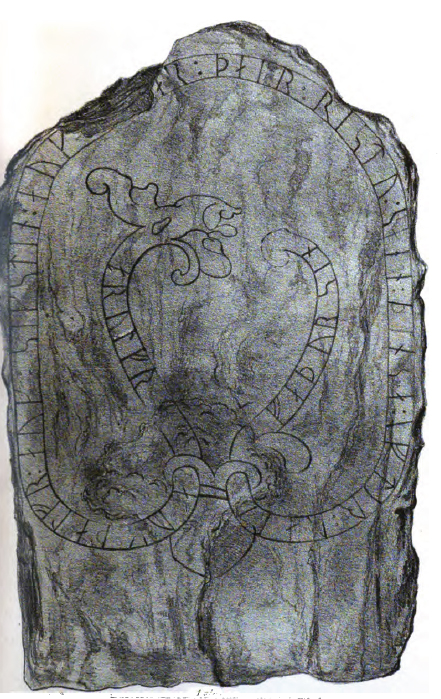
Teckning i Richard Dybecks Svenska run-urkunder (1855)